# Kurac
Kurac je narodna srpska reč za muški polni organ, odnosno penis. Pored osnovnog značenja javlja se u sastavu velikog broja psovki i žargonskih izraza, kao i u srpskim narodnim pesmama.

## Poreklo reči
Reč kurac vodi poreklo od praslovenske reči kur koja je bila naziv za petla, a njeni tragovi javljaju se u mnogim slovenskim jezicima. Pretpostavlja se da je ponašanje petla imalo asocijacije na seks, pa se naziv ove životinje preneo na muški polni organ i u druge indoevropske jezike: engleski, španski, francuski, kao i u većinu skandinavskih jezika.

## U rečnicima
Reč se javlja u Srpskom rječniku Vuka Stefanovića Karadžića, iz 1818. ali je kasnije izbačena „kao nešto što se ne sme ni spominjati”. Na primer, Rečnik Matice srpske i Matice hrvatske (u šest tomova) iz 1968. ne navodi čak ni „pristojne” izraze za ovu reč. Rečnik savremenog beogradskog žargona, Borivoja i Nataše Gerzić iz 2002. navodi 34 izraza i još desetak izvedenica ove reči.
Reč se pojavljuje kao odrednica u Rečniku sinonima Pavla Ćosića i saradnika iz 2008. i za nju je navedeno tridesetak sinonima.

## U žargonu
Primeri i značenja nekoliko žargonskih izraza u kojima se pominje reč kurac:
| - za koji kurac? — čemu? radi čega? zašto? - svirati kurcu — govoriti koješta/besmislice - skinuti (se) nekome s kurca — ostaviti nekoga na miru - koji ti (je) kurac? — šta ti je? šta hoćeš? - ići na kurac — nervirati, isto: popeti se na kurac |  | - uhvatiš me za kurac! — ništa mi ne možeš! isto: popušiš mi kurac! - do kurca! — dođavola! - preko kurca — nevoljno, nerado, preko volje - u kurcu — loše volje, neraspoložen - boli me / puca mi kurac! — baš me briga! |

## U narodnim srpskim pesmama
| Devojka se uz kurac penjala ne bi li se raja nagledala, Ili raja ili kurcu kraja, Desna joj se noga omaknula. Devojka je desnu nogu klela: Desna nono, jebeno ti deblo – Kud s' omače, dok se ne natače!— Ni raja ni kraja |

Reč kurac pominje se u velikom broju erotskih narodnih srpskih pesama, čijim se sakupljanjem bavio Vuk Stefanović Karadžić. Zbirka ovih pesama pod nazivom Osobite pjesme i poskočice objavljena je tek 1974. koju je samo za naučnu upotrebu štampala Srpska akademija nauka i umetnosti. Poznatije izdanje pod nazivom [[s:Crven Ban|Crven ban]] izašlo je 1979. godine i izazvalo burne reakcije. Neke od pesama u kojima se reč kurac eksplicitno pominje su: Ni raja ni kraja, Mara i govedari, Mala djevojka, Nije trava, Mlad delija...

## Na Haškom sudu
Na suđenju Slobodanu Miloševiću pred Međunarodnim krivičnim sudom za bivšu Jugoslaviju tužilac Džefri Najs zatražio je od svedoka Vojislava Šešelja da pročita kraj rečenice u tekstu iz svojih novina. Prvo je sam pročitao nekoliko reči, a onda od Šešelja zatražio da rečenicu pročita do kraja. Šešeljev odgovor je bio: „Što niste sve pročitali, gospodine Najs, vi lepše čitate? Na kraju sam rekao: Vi svi pripadnici Sekretarijata Haškog tribunala možete samo da prihvatite da mi popušite kurac”.

## U muzici
- Kurac, pička, govno, sisa je naziv albuma Ramba Amadeusa iz 1993. Na njemu se nalazi pesma pod naslovom K.P.G.S. (Oda radosti) koja počinje dijalogom između Ramba Amadeusa i Horta Heraklita, gde ovaj drugi izražava mišljenje da su osnovna četiri elementa koja su stvorila svet: voda, vazduh, zemlja i vatra. Na to mu Rambo odgovara da su ta četiri elementa zapravo: kurac, pička, govno, sisa, i ove četiri reči u različitim intonacijama ponavlja sve do kraja pesme.[9]
- Zašto uvek kurcu sviram? je naziv pesme Riblje Čorbe sa albuma Ovde.
- Živi kurac je naziv albuma Leta 3.
- Dlakav kurac je pesma hip hop grupe Bed kopi s albuma „Krigle”.
- Oće kurac je kontroverzna pesma Kukus klana i Foks.

## Ekvivalenti u drugim jezicima
- italijanski
- ruski:
- mađarski:
- engleski:
- nemački:
- francuski:
- slovački:
- tajlandski:
- bugarski:
- norveški:
- poljski:
- rumunski:

## Napomene
1. ^ : , vidi pod tačkama 1. i 5. (језик: енглески)
2. ^ polla i pollo:  Архивирано на веб-сајту  (1. јануар 2010), odrednica polla (језик: енглески)
3. ^ le cock: iščezao u tom značenju, a zamenilo ga je la bite[1]

## Spoljašnje veze
- Kurac na rečniku slenga Vukajlija
- Kurac na rečniku slenga Urban Dictionary (jezik: engleski)